# Pedro de Brito Bogas
Pedro Gonçalo De Brito Aleixo Bogas (nascido em 1973) é um advogado e gestor português que serve actualmente como Presidente do Conselho de Administração da Carris. Foi também administrador do Metro de Lisboa e assessor de Sérgio Monteiro na secretaria de estado dos Transportes entre 2011 e 2015. Anteriormente, já havia integrado um conselho de administração da Carris em 2012, com o cargo de vogal.
É licenciado em Direito através da Faculdade de Direito da Universidade Católica Portuguesa e possui uma pós-graduação em Direito do Consumo, pela Faculdade de Direito da Universidade de Lisboa.
Foi também membro da Comissão de Recursos Humanos da União Internacional dos Transportes Públicos (UITP) e desempenhou uma série de outros cargos ligados aos transportes.